# Andrea Laković
Andrea Laković (* 20. Februar 1989 in Bar, Jugoslawien) ist eine montenegrinische Volleyballspielerin.

## Karriere
Laković begann ihre Volleyballkarriere 2003 beim heimischen VC Luka Bar, mit dem sie 2006 und 2007 montenegrinische Pokalsiegerin und eine Saison später Meisterin ihres Heimatlandes wurde. In diese Zeit fiel auch ihre erste Berufung in die A-Nationalmannschaft. 2008 ging die Sportlerin für vier Jahre in die US-amerikanische College-Liga zur Florida International University, wo sie 2011 die beste Blockerin der Liga war. 2012 kehrte die Mittelblockerin zurück nach Europa und spielte in der Schweiz beim TSV Düdingen, mit dem sie 2015 das nationale Pokalfinale erreichte. Anschließend wechselte sie für eine Saison in die deutsche Bundesliga zum  USC Münster. Ab 2016 spielte Laković in Rumänien bei UVT Agroland Timișoara, bei CSM Târgoviște, bei Argeș Volei Pitești und bei Damen CSU Belor Galați. 2019 gewann sie mit der Nationalmannschaft die Goldmedaille im Volleyball bei den Spielen der kleinen Staaten von Europa. Nach einer einjährigen Pause kehrte die Montenegrinerin zur Spielzeit 2021/22 in ihre Heimat zurück und gewann mit OK Galeb Bar die Meisterschaft. Auch im Pokalfinale behielt ihr Team die Oberhand im Barer Lokalderby gegen ihren ersten Verein.